# Polže
Polže – wieś w Słowenii, w gminie Vojnik. W 2018 roku liczyła 111 mieszkańców.